# وكالة الأرصاد الجوية اليابانية
وكالة الأرصاد الجوية اليابانية (باليابانية: 気象庁) هي وكالة تتبع وزارة الأراضي والبنية التحتية، والنقل والسياحة في الحكومة اليابانية تهتم بمتابعة أحوال الطقس. تعنى الوكالة بجمع المعلومات عن حالة الطقس والتنبؤ الجوي في اليابان وهي تتبع بشكل جزئي إلى وزارة الأرض والبنية التحتية والنقل. كما أن الوكالة مسؤولة عن التنبؤ بحدوث الزلازل والتسونامي والانفجارات البركانية.
تقع المكاتب الرئيسية للوكالة في تشيودا، طوكيو ويتبع لها ست مكاتب فرعية في محافظات اليابان.

## وصلات خارجية
- الموقع الرسمي